# Бондорф
Бондорф (нем. Bondorf) — община в Германии, в земле Баден-Вюртемберг. 
Подчиняется административному округу Штутгарт. Входит в состав района Бёблинген.  Население составляет 5861 человек (на 31 декабря 2010 года). Занимает площадь 17,55 км².